# Emmetten
Emmetten é uma comuna da Suíça, no Cantão Nidwald, com cerca de 1.206 habitantes. Estende-se por uma área de 28,63 km², de densidade populacional de 42 hab/km². Confina com as seguintes comunas: Beckenried, Gersau (SZ), Ingenbohl (SZ), Isenthal (UR), Seelisberg (UR).
A língua oficial nesta comuna é o Alemão.